# 27e bataillon de chasseurs alpins
Le 27e bataillon de chasseurs alpins (27e BCA) est une unité d'infanterie de montagne (chasseurs alpins) de l'armée de terre française.

## Création et différentes dénominations
- 30 janvier 1871 : création du 27e bataillon de chasseurs à pied de marche (27e BCPM)[1],[2].
- mai 1871 : devient 27e bataillon de chasseurs à pied (27e BCP).
- 1889 : devient 27e bataillon alpin de chasseurs à pied (27e BACP), l'un des douze bataillons de chasseurs à pied spécialisés « alpin » (avec les 6e, 7e, 11e, 12e, 13e, 14e, 22e, 23e, 24e, 28e et 30e) ; en application de la loi du 24 décembre 1888[3].
- novembre 1916 : devient 27e bataillon de chasseurs alpins (27e BCA).
- juillet 1940 : dissolution du 27e BCA, en application de l'article 4 de la convention d'armistice[4].
- 9 août 1940 : recréation du 27e BCA dans l'armée d'armistice.
- 27 novembre 1942 : démobilisation du 27e BCA à la suite de l'invasion de la zone Sud et de la démobilisation de l'armée d'armistice.
- du 31 janvier au 26 mars 1944 : implantation du bataillon des Glières sur le plateau éponyme ; il est encadré essentiellement par des officiers et sous-officiers du 27e BCA.
- 16 septembre 1944 : recréation du 27e BCA à partir du bataillon FFI de Haute-Savoie.
- septembre 1949 : dissolution administrative du 27e BCA à son retour d'Autriche, néanmoins ses effectifs restent stationnés à Annecy.
- 9 mars 1951 : recréation du 27e BCA au sein de la 27e division d'infanterie alpine.

## Historique des garnisons, campagnes et batailles

### De 1871 à 1914
- 30 janvier 1871 : deux jours après la signature de l'armistice, le 27e bataillon de chasseurs à pied de marche est formé à Rochefort[1].
- mai 1871-1872 : trois mois après sa formation, il reçoit en Algérie le baptême du feu. Il contribue notamment au débloquement de Fort-National, livrant une année durant, de nombreux combats au sein de la colonne expéditionnaire de Grande Kabylie.
- 1872-1881 : rentré en France en 1872, il est appelé pendant dix ans à occuper les garnisons successives sur les côtes des Pyrénées-Orientales de Port-Vendres à Sète.
- 1881-1887 : il prend part à l'expédition de Tunisie. Il est le premier corps français à entrer à Tunis, et pendant 6 années consécutives sillonne de ses colonnes le nouveau protectorat français.
- 1887 : il quitte définitivement la terre d'Afrique pour tenir garnison à Menton et monter la garde à la frontière des Alpes.
- Lors de la mobilisation du 1er août 1914, il est en manœuvres dans la région de Saint-Martin-de-Vésubie ; le 10 août, sous les ordres du chef de bataillon Renié, il embarque pour la frontière de l'Est.

### Première Guerre mondiale

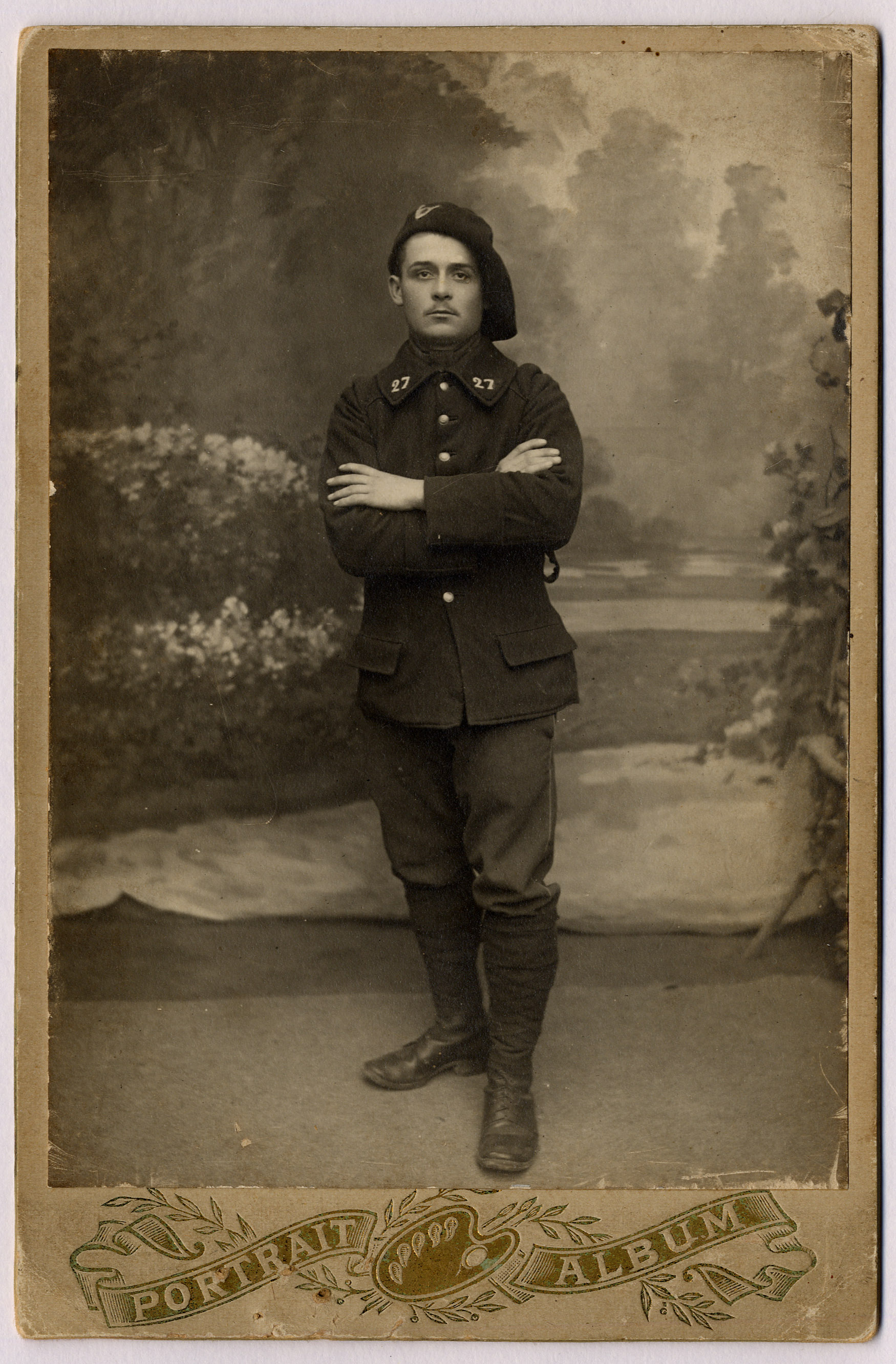
Portrait d'un chasseur du bataillon vers décembre 1914.

#### 1914

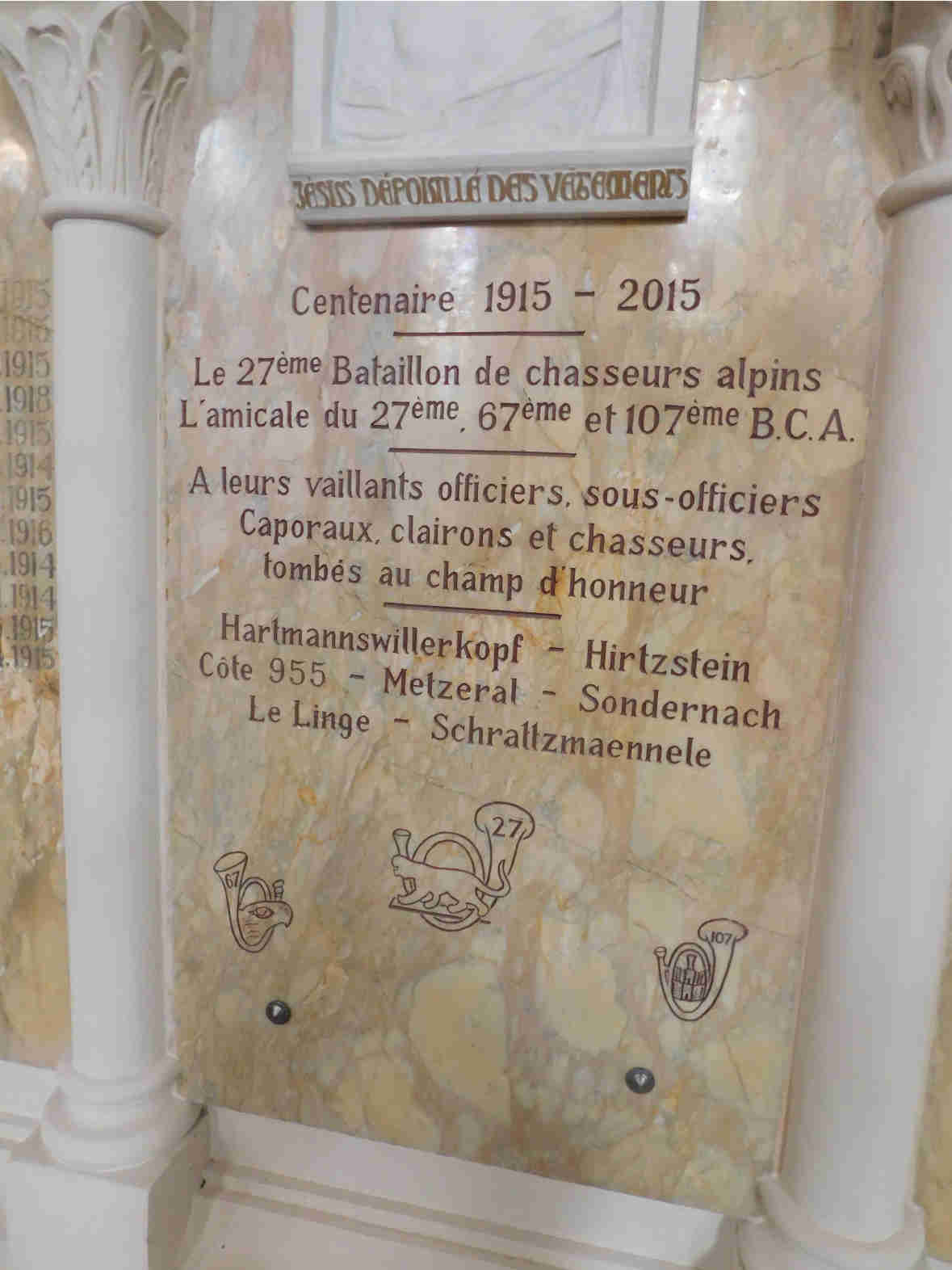
Plaque commémorant le centenaire des batailles du "27" en Alsaces apposée en l'église de l'Emm à Metzeral (Haut-Rhin).

En août 1914, le 27e BACP est caserné à Menton (4 compagnies), Sospel (1 compagnie) et Breil-sur-Roya (1 compagnie) ; son effectif est de 29 officiers et 1 674 hommes de troupe. Il fait partie de la 29e division d'infanterie du 15e corps d'armée de la IIe armée, ceci jusqu'au 8 octobre 1914.
2 août : mobilisation du bataillon.
Lorraine
Bataille de Morhange
19-20 août : environs de Dieuze (Lindre, Bidestroff, Gelucourt).
22 août : Lunéville ;
23 août : Saint-Mard.
Bataille de la trouée de Charmes
24-26 août : Einvaux, Lamath, Xermaménil.
Bataille de Lorraine
27-30 août : le Bois de Bareth ;
2-5 septembre : le Bois de Saint-Mansuy, Rehainviller ;
8-11 septembre : forêt de Vitrimont (pont de La Faisanderie, moulin de Gerbéviller, le Bois de Saint-Anne, La Guinguette, Adomenil-Château) ;
20-30 septembre : forêt de Parroy, Vaucourt, Croismare, Marainviller, Thiébauménil, fort de Manonviller, Laneuveville-aux-Bois, Emberménil.
4 octobre : signal de Xousse ;
12 octobre : le 27e BACP passe en réserve de la 64e division d'infanterie du 31e corps d'armée de la Ire armée. Il est stationné à Andilly (Meurthe-et-Moselle) jusqu'au 11 novembre ;
17-20 octobre : la 1re compagnie est désignée comme compagnie de garde du cantonnement du QG du 31e CA à Boucq.
Belgique
Première bataille d'Ypres
13 novembre : le bataillon constitue une réserve pour le général Foch, il est mis aux ordres du général Dubois, commandant le 9e corps d'armée. Arrivée et cantonnement dans les environs  d'Ypres (Poperinge, Vlamerlinge) ;
14 novembre : le 27e BACP est mis à la disposition du général Hély d'Oissel, commandant la 7e division de cavalerie ;
14-18 novembre : Langemarck ;
19 novembre : le bataillon est mis à la disposition du général Humbert, commandant le 32e corps d'armée ;
21 novembre-7 décembre : Boezinge.
Artois
7 décembre : passe en réserve de la VIIIe armée, sous le commandement du colonel Serret ;
15 décembre : passe au 33e corps d'armée de la Xe armée, sous le commandement du général Pétain.
Première bataille de l'Artois (en)
27-29 décembre : Carency.

#### 1915
Massif des Vosges/Haut-Rhin
6 janvier : passe à la 1re brigade de chasseurs à pied (66e DI).
Bataille du Hartmannswillerkopf
20 janvier-5 mai : l'Hartmannswillerkopf (le « Vieil-Armand »),.
26 mai : passe au groupe de bataillons de chasseurs à pied (66e DI) ;
27 mai-21 juin : Sondernach, Metzeral ;
29 juin : retourne à la 1re brigade de chasseurs à pied ;
14 juillet : détaché en réserve d'armée à la 47e DI ;
22-31 juillet : le Reichackerkopf,,.
Bataille du Linge
1-21 août : le Lingekopf, le Schratzmaennele,,,,,, ;
9 septembre : retourne à la 6e brigade de chasseurs à pied ;
9 septembre-10 novembre : Sondernach (Bois de Maettle, village), Metzeral (village, les bois de l'Anlass-Wasen).
Bataille du Hartmannswillerkopf
28 novembre-5 décembre : l'Hartmannswillerkopf.
21-31 décembre : Wattwiller (chemin des Dames, Sandgrubenkopf, Hirtzenstein, le ravin du faux Sihl).

#### 1916
Massif des Vosges/Haut-Rhin
1-27 janvier : l'Hirtzenstein, l'Hartmannswillerkopf ;
7-13 mars : l'Hilsenfirst ;
21 mars-16 avril : l'Hartmannswillerkopf ;
6 mai-23 juillet : le Sudel (le Doigt, le Kohlschlag, Breittal).
Somme
Bataille de la Somme
4-11 septembre : Cléry (ferme de l'Hôpital, crête des Observatoires, Bois des Marrières, Bois Madame) ;
12-13 septembre : Bouchavesnes (village, ferme du Bois l'Abbé) ;
5-7 novembre : Bouchavesnes (Bois de Saint-Pierre-Vaast),.
Vosges
18 novembre : la 6e brigade est dissoute, le bataillon va cantonner à Plainfaing ;
fin novembre : il intègre le 7e groupe de chasseurs qui vient d'être créé, et va stationner à Corcieux.
Massif des Vosges/Haut-Rhin
27 décembre-13 janvier 1917 : collet du Linge.

#### 1917
Aisne
Bataille du Chemin des Dames
16-22 avril : Pontavert/Craonne (Bois de Beaumarais, Butte aux Pins, tranchée de Lutzow) ;
4-14 juin : Craonne (le plateau de Californie) ;
26 juillet-20 août : Filain (ferme de la Royère, tranchée de la Gargousse), l'épine de Chevrigny, Vailly, Aizy (ferme d'Hameret), Ostel ;
23-25 octobre : Pargny-Filain (tranchée du Fanion, village, éperon de Pargny-Filain), Chavignon (fort de la Malmaison).
Massif des Vosges/Haut-Rhin
L'Hartmannswillerkopf
12 décembre-2 janvier 1918 : Soultz (CR Sicurani),.

#### 1918
Massif des Vosges/Haut-Rhin
L'Hartmannswillerkopf

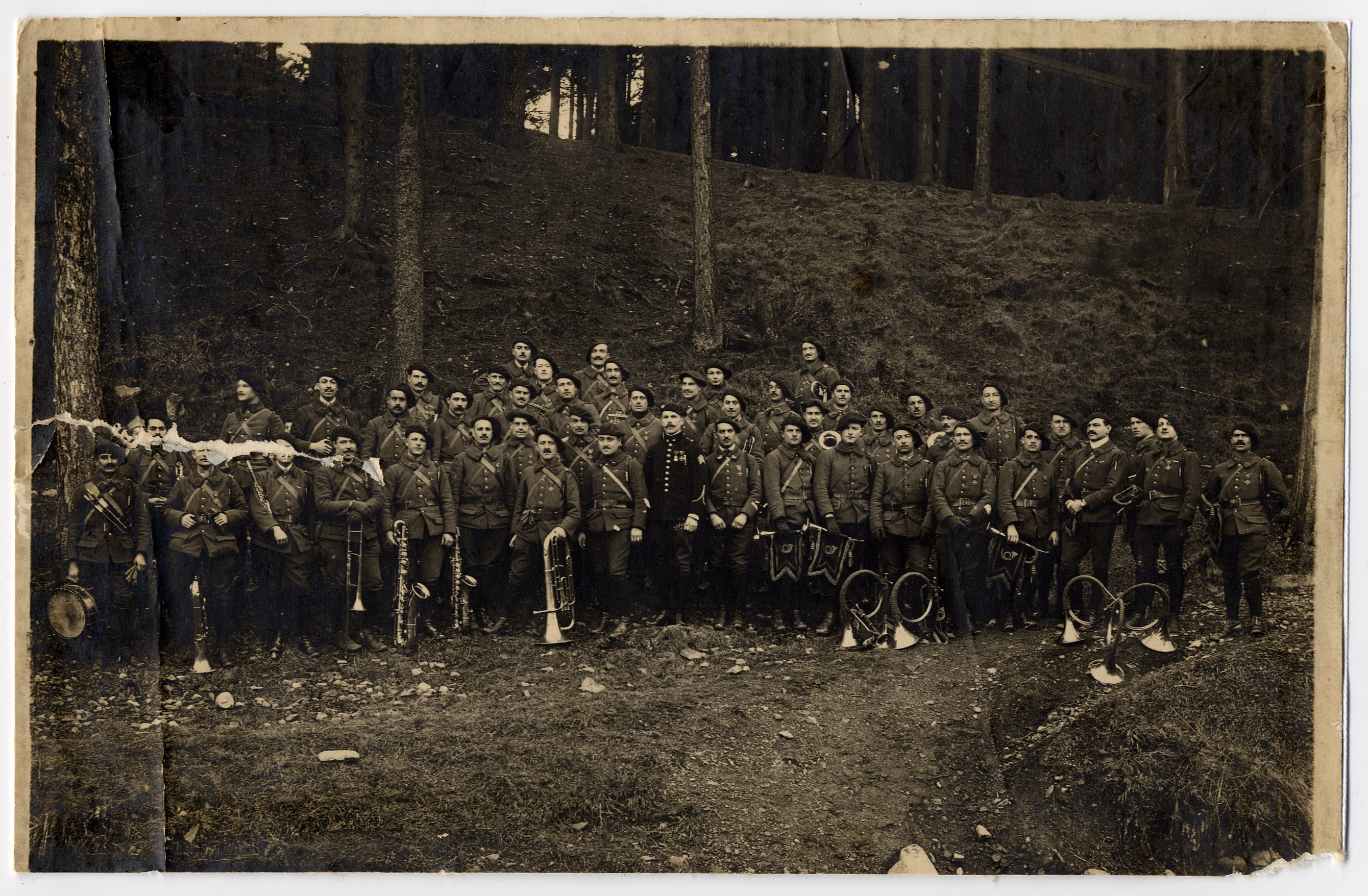
La fanfare du en 1918

20 février-12 mars : Uffholtz (CR Colardelle) ;
16 mars-2 avril : Soultz (CR Sicurani).
Somme
Offensive (allemande) du Printemps
4-22 mai : Rouvrel/Castel (Bois de Sénécat) ;
12-22 juillet : Castel (Bois du Gros Hêtre), Morisel (Bois des Brouettes) ;
23 juillet : Morisel (Bois du Billot).
Corse
16 août : le vapeur Balkan est torpillé au large de Calvi, quatre permissionnaires corses du 27e BCA périssent lors du naufrage,.
Aisne
Bataille de Vauxaillon (offensive sur la ligne Hindenburg)
29 août-18 septembre :
Crécy-au-Mont (L'orme de Montécouvé, tranchée de la Bécasse, ravin des Ribaudes, ferme de Limonval),
Leuilly-sous-Coucy (Mont des Tombes, pont de Courson, tranchées de Lorient et de Léparge),
Bagneux (champ de bataille),
Juvigny (ferme de Montécouvé),
Vauxaillon (village, plateau de Moisy, tranchée du Mont des Singes, Champs Vailly, Bois Piquet).
Bataille de la Serre (Ire armée)
17-19 octobre : Seboncourt, forêt d'Andigny, Petit-Verly, ferme du bois de Tupigny, Hannapes, Vénerolles.
Seconde bataille de la Sambre
4 novembre : Oisy, canal de la Sambre,,,.

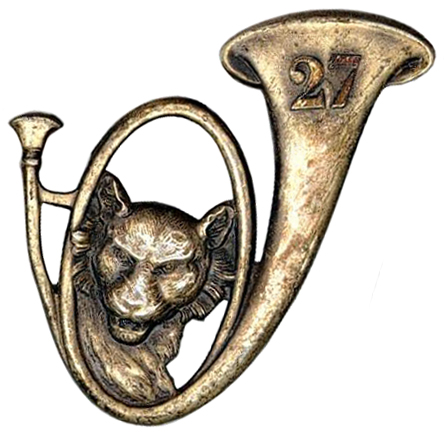
insigne du 27e BCA, période 1921-1926

### Entre-deux-guerres
- 1919 : occupation de la Rhénanie, le bataillon est cantonné à Juliers[36].
- 1921 : le bataillon fait partie du corps expéditionnaire en Haute-Silésie, où son chef de corps, le commandant Montalègre, est assassiné. Ce corps expéditionnaire est en outre composé des 6e BCA, 7e BCA, 10e BCP, 13e BCA, 15e BCP, 24e BCA et 29e BCP regroupé dans la 46e division d'infanterie.
- 11 juillet 1922 : le bataillon prend officiellement ses quartiers à Annecy en remplacement du 11e bataillon de chasseurs alpins qui y tenait garnison jusqu'alors.
- 1922 : une légende veut que des lieutenants du bataillon, chaussés de skis, se faisant tirer par une vedette sur le lac d'Annecy, auraient inventé le ski nautique[37].
- juillet-novembre 1925 : le bataillon est envoyé au Maroc et participe à la campagne du Rif[38].

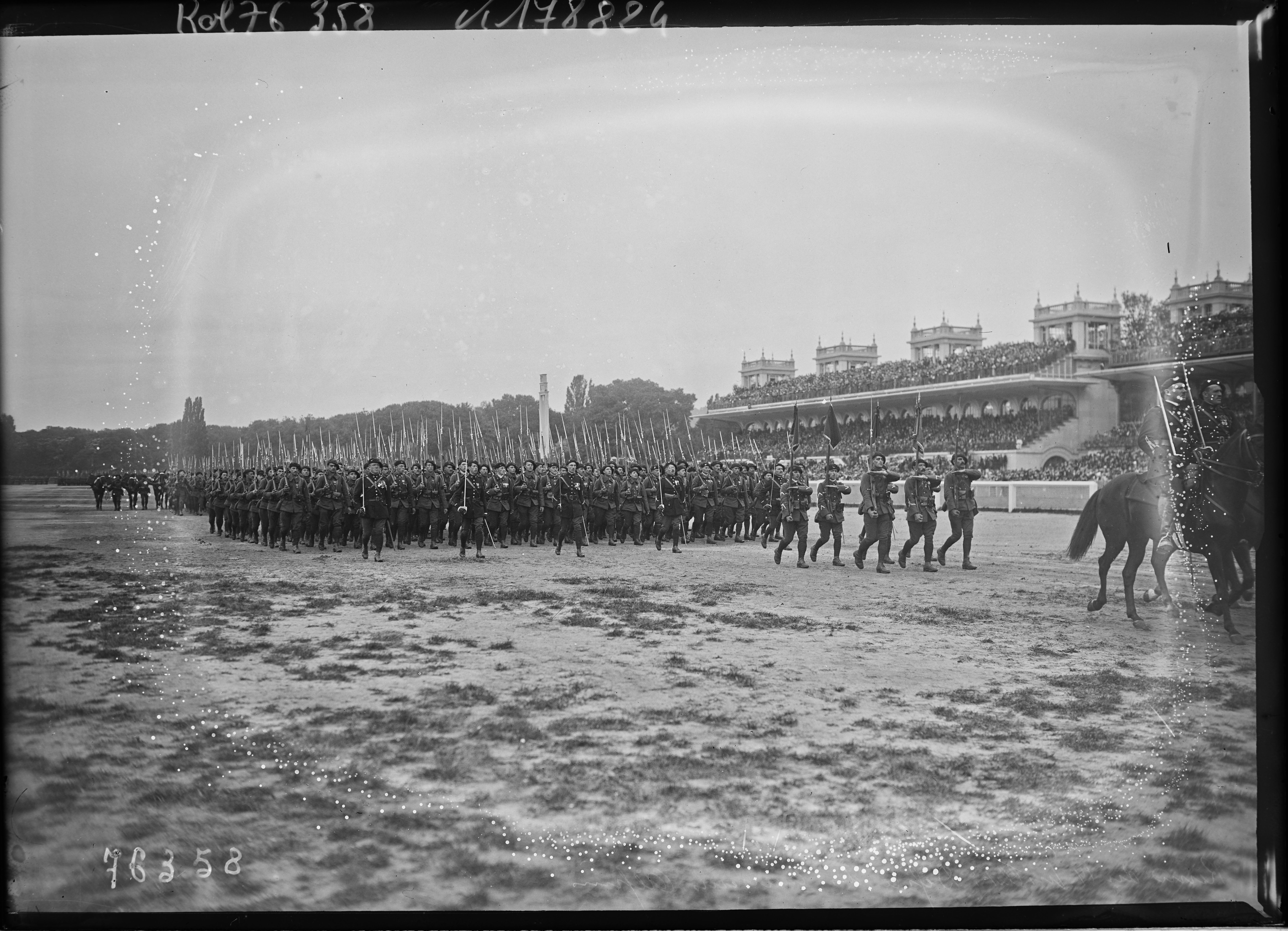
Défilé des 13e et 27e BCA revenus de Silésie le 14 juillet 1922 à l'hippodrome de Longchamp.
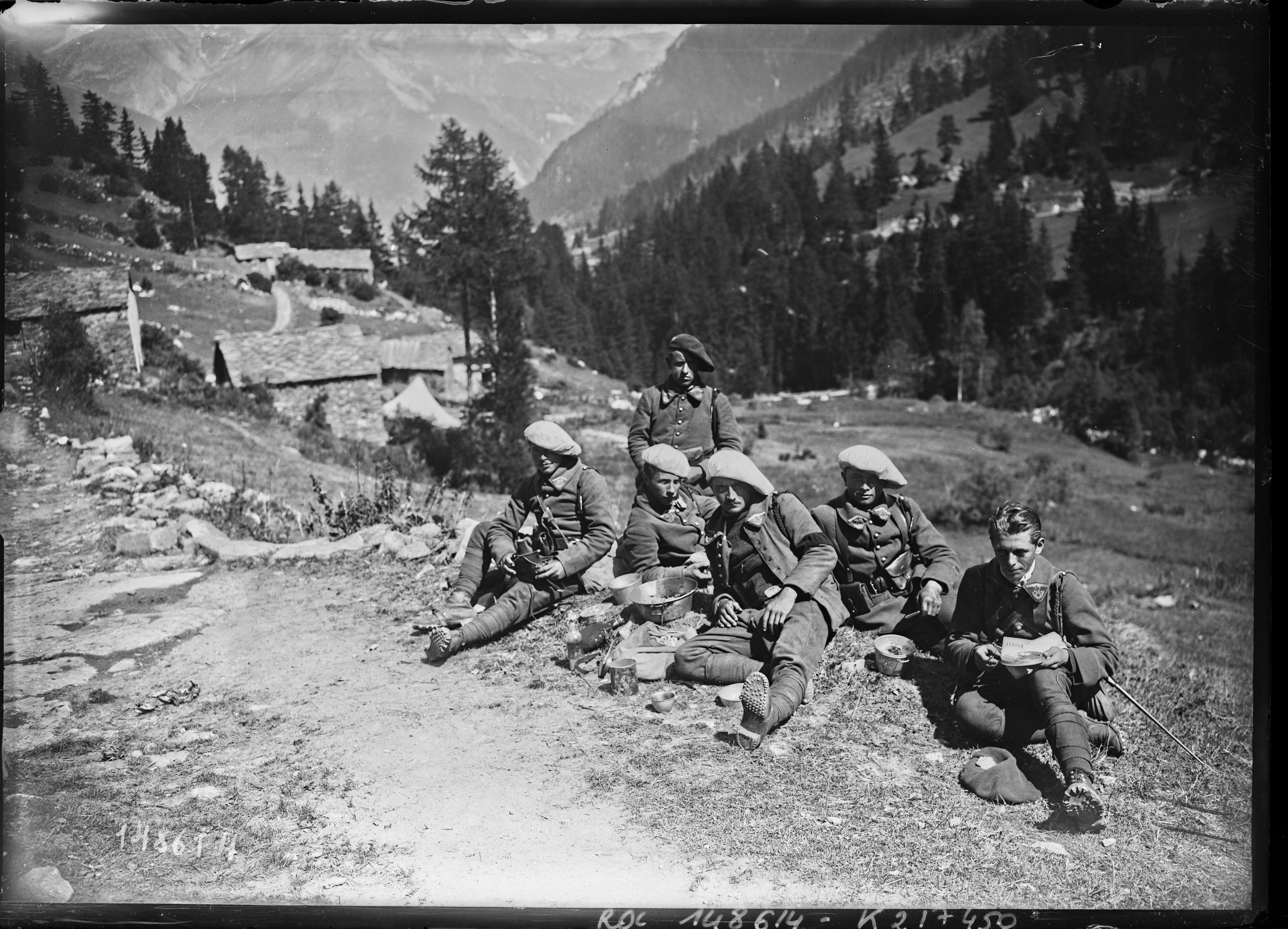
Chasseurs du 27e BCA au repos lors des manœuvres en Maurienne de septembre 1930.
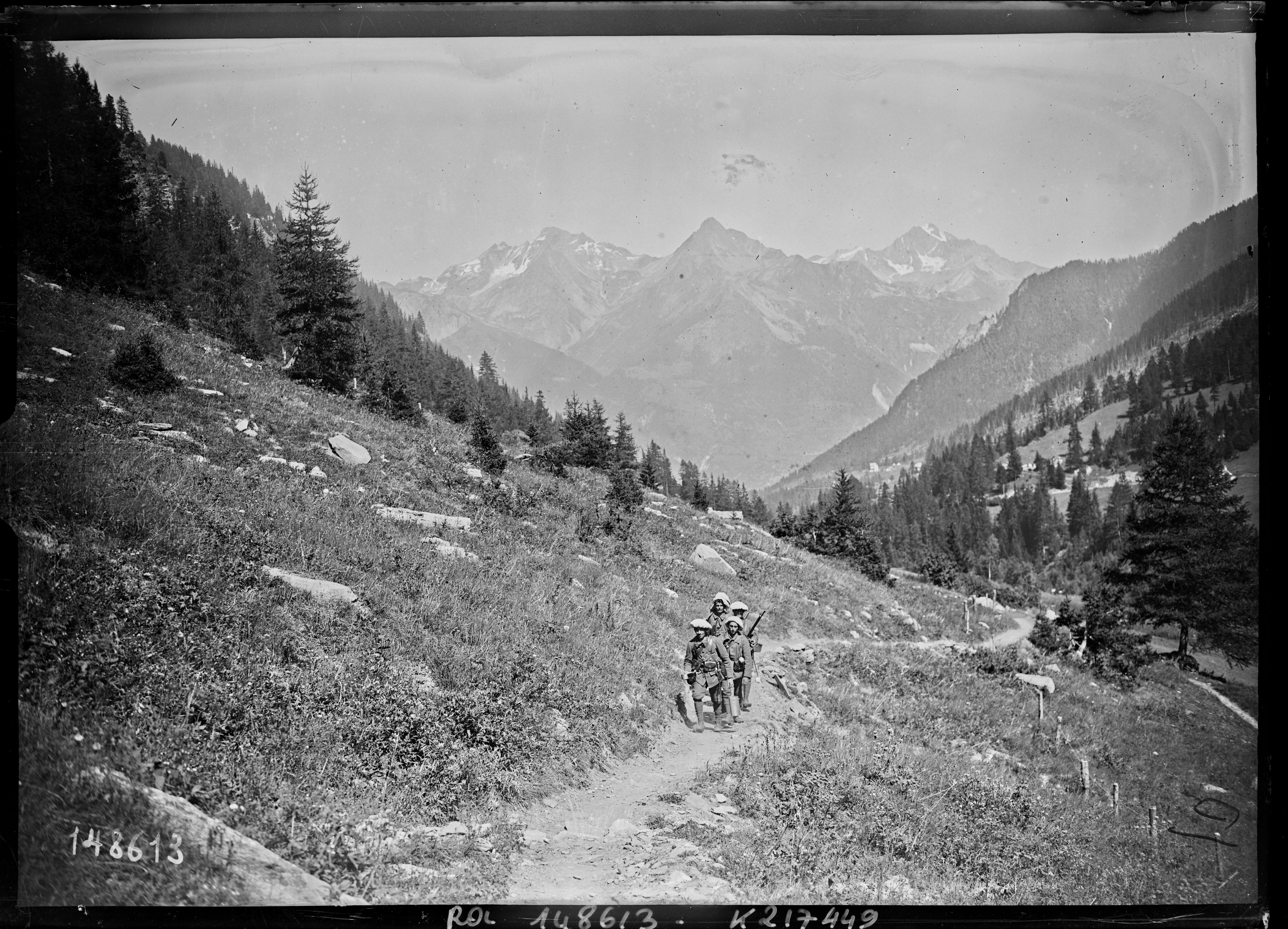
Corvée de soupe au 27e BCA lors des manœuvres en Maurienne de septembre 1930.

### Seconde Guerre mondiale

#### 1939

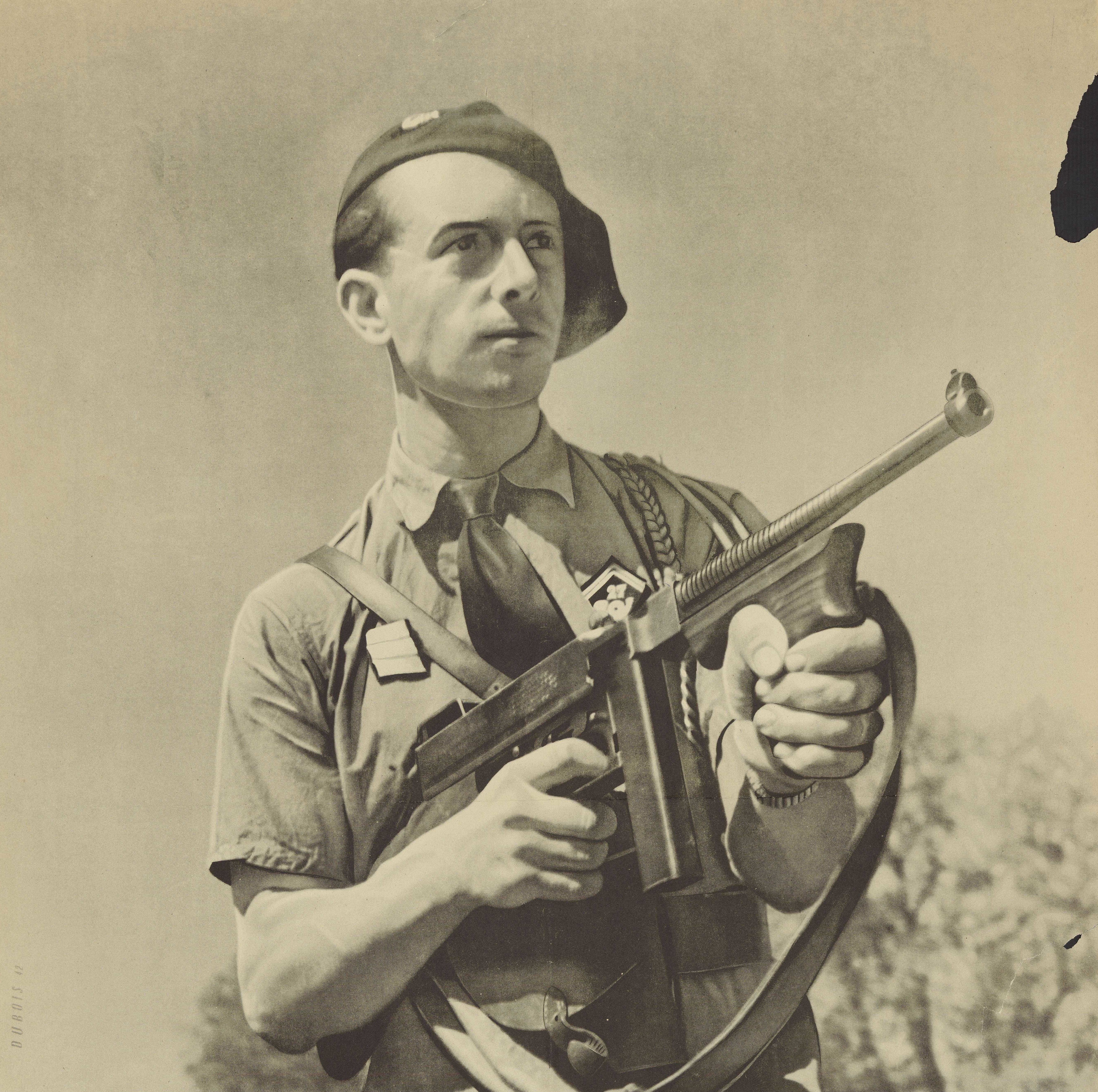
Reproduction de la photo de couverture du magazine L'Armée Nouvelle en 1941: chasseur du de l'Armée d'armistice, avec un pistolet-mitrailleur Thompson.

- Septembre : mobilisation et reformation du 67e BCA à partir des réservistes du 27e ;
- octobre : il forme avec le 7e et le 47e BCA la 25e demi-brigade de chasseurs alpins (DBCA) de la 28e division d'Infanterie alpine (DIAlp). Il tient des positions sur le front des Alpes, entre le col de l'Iseran et Lancebranlette, en Haute Tarentaise. Le PC du 27e et sa SES (section d'éclaireurs skieurs) sont à La Rosière ;
- 19 octobre : le bataillon laisse sa SES, commandée par le lieutenant Théodose Morel, au poste d'hiver du Fornet[39] ;
- 3 novembre :  il est aux avant-postes de la ligne Maginot à Niederbronn dans les Basses Vosges.

#### 1940
- Janvier : le bataillon occupe de façon permanente le Maimont.
- Nuit du 30 au 31 janvier : un groupe-franc mène un raid sur le château de Blumenstein.
- Bataille de l'Ailette (Aisne)
  - 25 mai-6 juin : combats pour le canal de l'Ailette (Soupir, Braye-en-Laonnois) ;
  - 7-13 juin : défense du canal de l'Aisne (Cys-la-Commune, Presles-et-Boves), la Vesle (pont de Breuil).
- 14 juin 1940 : repli, défense de Saint-Quentin-le-Verger (Marne), encerclé à Maiziéres (Marne).
- Il obtient la croix de guerre avec une citation à l ordre de l'armée pour ses faits d'armes durant la campagne de 1940. Cette décoration lui sera remise le 2 mai 1941 à Annecy.
- Il est maintenu dans l'Armée d'armistice et reste en garnison à Annecy.

#### 1942
- 27 novembre : suite de l'invasion de la zone Libre par les Allemands, le bataillon est démobilisé comme le reste de l'armée d'armistice. À la suite de cet événement, le chef de bataillon Vallette d'Osia , alors chef de corps, prend le commandement de l'Armée secrète de Haute-Savoie. La majorité des cadres du "27" le rejoint dans la clandestinité.
- Organise et encadre entre 1942 et 1944 de nombreux maquis dans le département de Haute-Savoie.

#### 1944
- De janvier à mars : ses cadres constituent l'ossature du bataillon des Glières avec à leur tête le lieutenant Théodose Morel dit Tom puis, à la suite de son décès, le capitaine Maurice Anjot dit Bayart. De cette période le bataillon conservera la devise : Vivre libre ou mourir.
- 16 septembre : recréation du 27e BCA à partir du bataillon FFI de Haute-Savoie.
- Participe à la campagne 1944-1945 dans les Alpes, sous le commandement du chef de bataillon Godard.

### De 1945 à 1955
- À partir d'août 1945 et jusqu'en 1948, la 27e division alpine venant des Alpes et formée des 6e, 7e, 11e, 13e, 15e et 27e BCA, relève la 4e division marocaine de montagne et participe à son tour à l'occupation de l'Autriche.
- En décembre 1946, une compagnie de marche composée de volontaires des 6e, 11e, 13e et 27e BCA est dirigée sur l'Extrême-Orient où elle est incorporée au 1er bataillon de marche du 110e RI. En raison de l'esprit de corps qu'elle manifeste, cette unité est autorisée à garder les marques « chasseur » : béret et appellation. Elle se signale dans de nombreux combats dans le secteur de Hué (notamment au poste de Dat Do Phong[40], où la section issue du 13e BCA « fait Sidi-Brahim » [réf. nécessaire]).
- le 25 septembre 1947, le capitaine Henry Desserteaux, commandant cette compagnie de chasseurs est tué au combat à Dat-Do[40].
- Novembre 1947 : dissolution de la compagnie dite "Desserteaux".

### Guerre d'Algérie
- 23 septembre 1955 - 25 novembre 1962 : débarqué en Algérie en septembre 1955, le bataillon se voit confier le secteur d’Azazga puis sera en Haute Kabylie dans la région de Ifigha, sous les ordres successif des chefs de bataillon Henri Pascal, Martinerie, Claude Vanbremeersch et Saulnier . Le 27, dans cette région de profondes forêts et de montagnes difficiles, mène la dure vie du maintien de l'ordre. Ayant progressivement anéanti les Katibas rebelles, il traque les derniers fellaghas.
5 officiers, 3 sous-officiers et 54 chasseurs sont tués durant cette campagne.
- Au cessez-le-feu du 19 mars 1962 en Algérie, le 27e BCA crée, comme 91 autres régiments, les 114 unités de la Force Locale. (Accords d'Évian du 18 mars 1962). Le 27e BCA forme une unité de la Force locale de l'ordre algérienne, la 453e UFL-UFO, composés de 10 % de militaires métropolitains et de 90 % de militaires musulmans, qui pendant la période transitoire devaient être au service de l'exécutif provisoire algérien, jusqu'à l'indépendance de l'Algérie.

### Après 1962

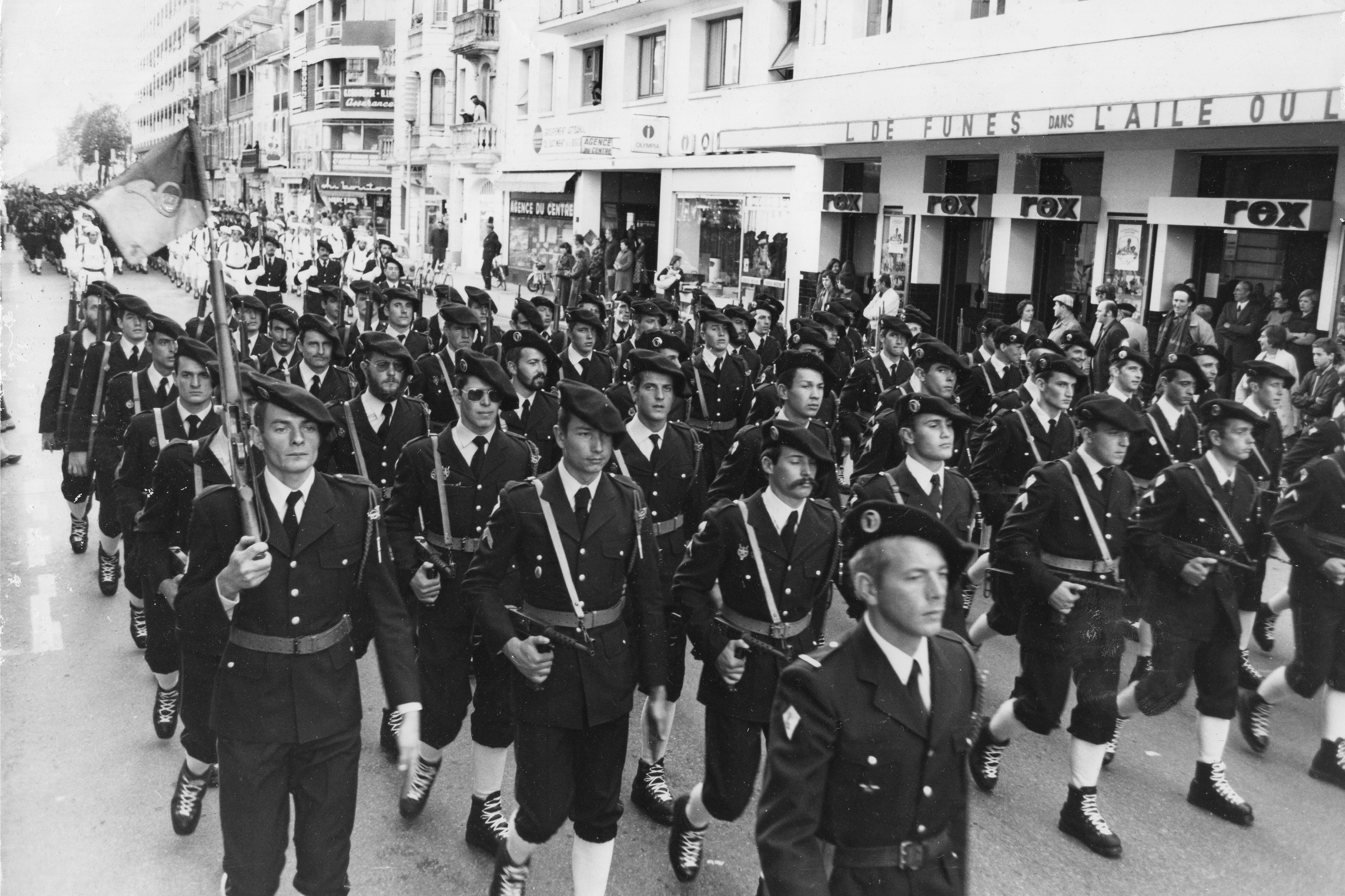
Défilé du en 1976.

- Le 27e BCA rentre à Annecy le 26 novembre 1962.
- 1963 – Jumelage du « 27 » avec le 232e Gebirgsjäger Batallion, unité bavaroise en garnison à Berchtesgaden.
- 1970 – Début des travaux de réalisation du quartier de Cran Gevrier dit « des Bressis », occupé par la 11e compagnie à la suite de la fermeture du quartier des Glières à Novel.
- 1970 , 06 février – inauguration du poste militaire de montagne au col de la Pierre Carrée à Flaine.
- 1970, 07 juillet – accident d’hélicoptère lors d’une manœuvre conjointe avec le 232e Gebirgsjäger Batallion, en Bavière, qui coutera la vie à huit chasseurs du « 27 »
- 1971,02 février – Le poste militaire de montagne prend le nom de  « capitaine Masson » ancien commandant d’unité de la 2e compagnie, mort en montagne dans le massif des Ecrins.
- 1975, le 7 juin – Inauguration du Quartier Tom Morel et de l’avenue Capitaine Anjot.
- 1983 – Participation du 27 à l’exercice « Keckerspatz » (moineau hardi) au sein de la force d'action rapide, regroupant 22 000 hommes.
- 1983 – Première mission extérieure sous l’égide l’ONU du 27 au Liban (2e compagnie).
- 1983 – 1990 : les années Liban.
- 1984 – 1994 : Comme toute la 27e Division alpine à laquelle il appartient, le 27e BCA est un des éléments de la force d'action rapide.

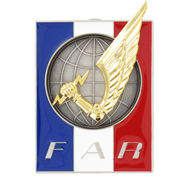
insigne de la Force d'Action Rapide

- 1993 – Le « 27 » est désigné pour armer le 1er mandat du BATINF 5 de la FORPRONU en Ex-Yougoslavie.
- 1993- 2001 – Les années Ex-Yougoslavie.
- 1997,janvier – le  « 27 » quitte définitivement le quartier de Galbert  situé avenue de Genève à d’Annecy pour le quartier Tom Morel de Cran-Gevrier.
- 1996 – Début de la professionnalisation.
- 1999 – Le bataillon est entièrement professionnalisé.
- 2003 – Premier mandat  au sein de la force Licorne en Côte d’Ivoire.
- 2003 – 2007 : Les années « Licorne ».

opération Licorne

- 2008 – Le bataillon est désigné pour le premier mandat hiver en Kapisa (Afghanistan).
- 2009, du 14 au 23 mars, opération Dinner Out, dans la vallée d'Alasaï. Mort au combat du caporal-chef Nicolas Belda.
- 2011 – Deuxième mandat et dernier de la brigade d’infanterie de montagne en Kapisa.
- 2012 , 04 juin - Attribution de la croix de la valeur militaire avec citation à l’ordre de l’armée au titre de la bataille d'Alasaï.
- 2013, 30 avril - Attribution de la croix de la valeur militaire avec citation à l’ordre de l’armée au titre des combats dans les vallées de Kapisa.
- 2013, 08 juillet - Attribution de la fourragère aux couleurs de la croix de la valeur militaire.
- 2007-2013 : Les années Afghanes.
- 2017,14 juin - Attribution de la croix de la valeur militaire avec citation à l’ordre du régiment pour ces actions au Mali.
- 2014-2022 : Les années Barkhane.
- 2022, 28 février .L'opération Aigle commandée par le colonel Minguet du 27e BCA se déploie sur le sol roumain en 48 heures ralliant la base OTAN de Constanta[41]. Le déploiement se fait dans le cadre de la Force de réaction de l'OTAN face à l invasion de l'Ukraine par les forces russes
- 2024,09 septembre . Attribution de la croix de la valeur militaire avec citation à l’ordre de l’armée pour ces actions durant l’opération Barkhane de 2014 à 2022.

## Traditions

### Insigne

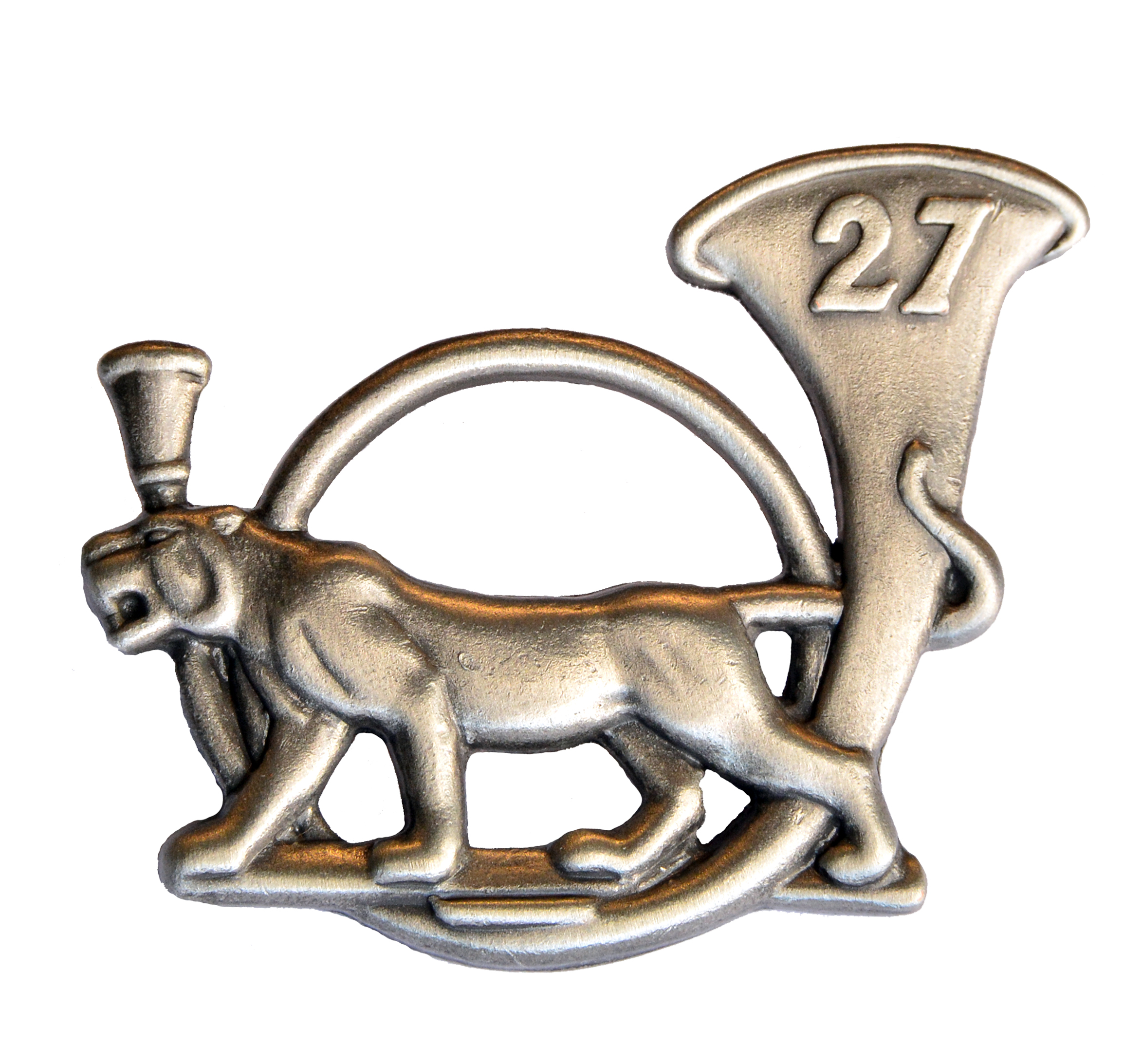
Insigne du 27e BCA

Pendant longtemps les bataillons de chasseurs portaient un cor d’argent au sein duquel était inscrit leur numéro.
Rapidement, les bataillons ont choisi des symboles pour se différencier. Ils le portent réglementairement comme tout insigne régimentaire sur la poche pectorale droite.
Le « 27 » a choisi le Tigre, en mémoire de Georges Clemenceau que l’on surnommait ainsi. Alors qu’il était Président du conseil, le 12 novembre 1918, il est venu visiter le bataillon et lui remettre la fourragère aux couleurs de la Légion d’honneur.
La légende veut que, comme il ne sait pas comment fixer la fourragère à l’épaule du chasseur qu’il décore, il aurait utilisé son insigne en guise d'épingle à nourrice. Depuis lors, les chasseurs du 27 portent leur insigne sur la fourragère.
L’insigne du tigre a évolué plusieurs fois avant de se fixer en un tigre passant au travers d’un cor d’argent au pavillon gravé du nombre 27.

### Devises
Les devises du bataillon ont été « Vivre libre ou mourir », lors du bataillon des Glières et « Toujours à l'affût », devenu la devise du 27e BCA.

### Drapeau
Comme tous les autres bataillons de chasseurs ou groupes de chasseurs, il ne dispose pas de son propre drapeau, mais il assure la garde alternée du drapeau des chasseurs, commun à toutes les unités de chasseurs.

### Fanion du27eBCA

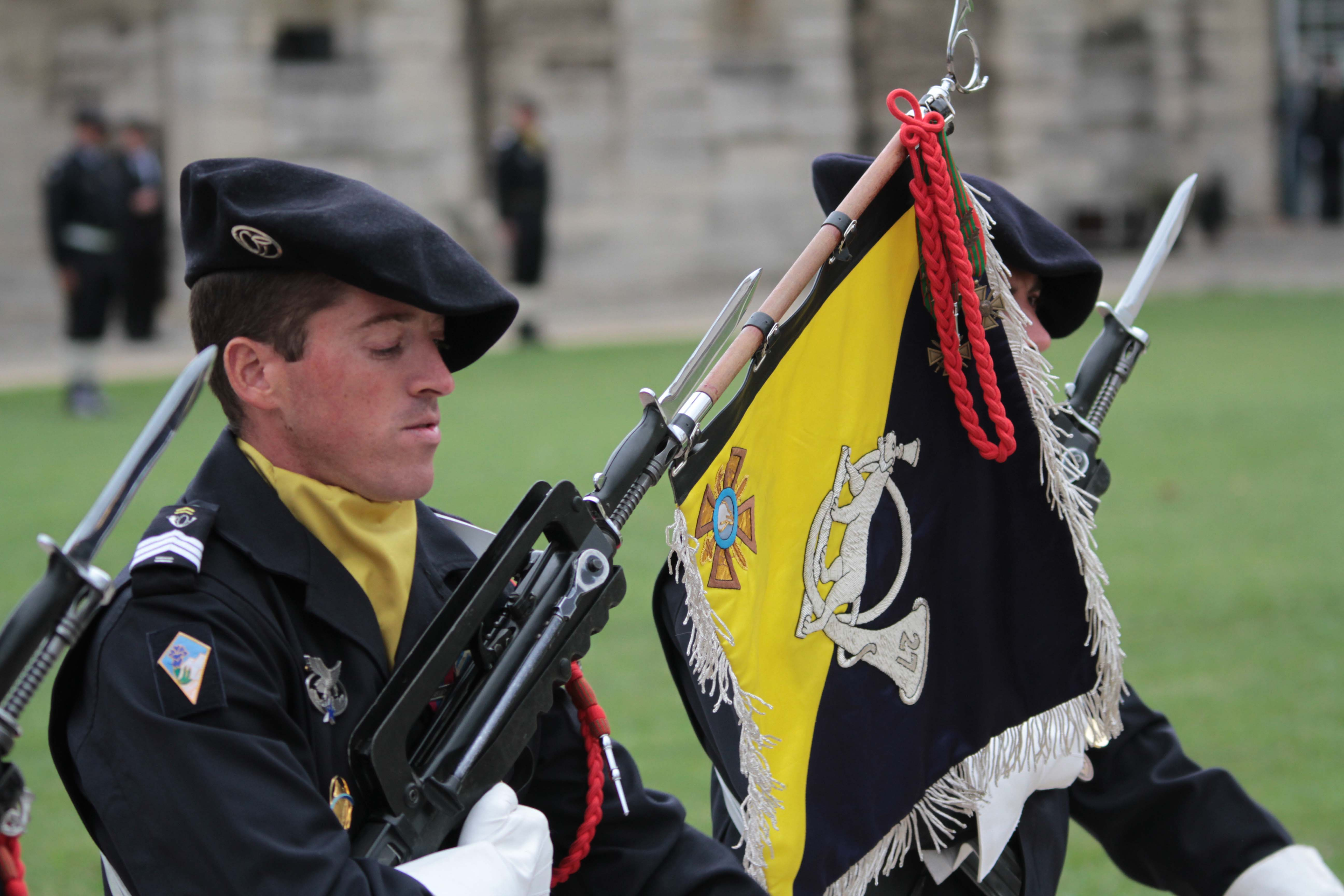
Fanion du 27e BCA à Vincennes, le 17 septembre 2011

Le fanion est au bataillon la représentation unique du drapeau des chasseurs. Il est le plus décoré des fanions de chasseurs, avec quinze citations dont onze palmes.
Il a été le premier à se voir attribuer la fourragère à l’ordre de la médaille militaire durant la grande guerre mais ne la porte plus depuis qu’elle a été sublimée par la fourragère rouge à l’ordre de la Légion d’honneur.
Enfin, le 27 reste le seul bataillon à porter le côté jonquille de son fanion à la hampe. Cette particularité date de l’époque où le port du fanion n’était pas réglementé. Les bataillons le portaient indifféremment par le bleu ou le jonquille.
Sur les avers et revers du fanion, sont représentés d’une part l’insigne du bataillon et celui du maquis des Glières, et d’autre part, l’insigne de la brigade et le blason de la ville d’Annecy.
La hampe a pour base une poignée de baïonnette et elle est surmontée d’un cor de chasse argenté.
Sur ce fanion, qui représente le passé du 27, sont fixés les décorations suivantes : 

### Décorations

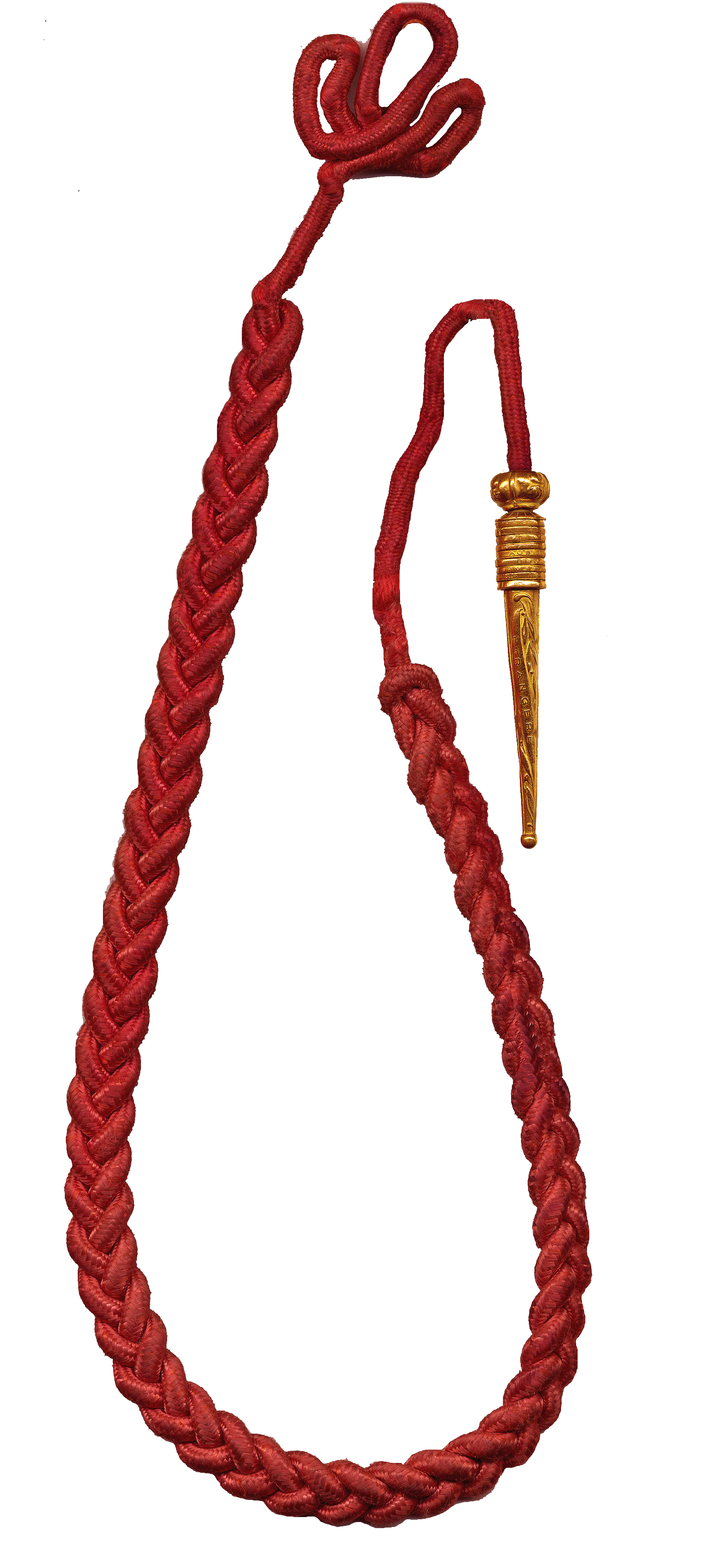
Fourragère à la couleur du ruban de la légion d'honneur qui n'est pas exactement celle du 27e BCA (la bague du ferret est ciselée et le tout est de couleur or au lieu d'argent)

- la fourragère aux couleurs du ruban de la médaille militaire, remise le 19 novembre 1917 après l'obtention de 4 citations à l'ordre de l'armée, bientôt sublimée par l'attribution de la suivante ;

- la fourragère à la  couleur du ruban de la Légion d'honneur, elle lui a été remise le 15 octobre 1918, après l'obtention d'une cinquième et sixième citation à l'ordre de l'armée ;

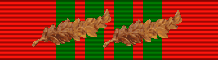

- la fourragère aux couleurs de la croix de guerre 1939-1945, représentée par l'olive supérieure accrochée à la fourragère au couleur de la Légion d'honneur (la fourragère aux couleurs de la croix de guerre 39-45 est attribuée mais n'existe pas physiquement), attribuée le 15 juin 1950 ;

- la fourragère aux couleurs de la croix de la valeur militaire octroyée le 08 juillet 2013, à la suite de l'obtention de ces deux citations à l'ordre de l'armée en Afghanistan ;

- la croix de guerre 1914-1918 avec neuf citations reçues au cours de la Première Guerre mondiale :
  - six citations à l'ordre de l'armée ;
  - une citation à l'ordre du corps d'armée (15e CA) ;
  - deux citations à l'ordre de la division (66e DI) ;

- la croix de guerre 1939-1945 avec deux citations, reçues au cours de la Deuxième Guerre mondiale :
  - une citation à l'ordre de l'armée décernée le 13 janvier 1941, d'après l'extrait de l'ordre général numéro 451/C du commandant en chef des forces terrestres, ministre et secrétaire d'état à la guerre ;
  - une citation à l'ordre de l'armée décernée le 23 juillet 1949, pour ses actions au sein de la Résistance, notamment lors des combats des Glières, par décision numéro 44 du ministre de la défense nationale, publié au JORF du 9 août 1949 ;

- la croix de la valeur militaire avec 4 citations :
  - deux citations à l'ordre de l'armée pour ses actions en Afghanistan, décernées le 04 juin 2012 par décision numéro 58 du ministre de la défense et le 30 avril 2013 par décision numéro 16 du ministre de la défense ;
  - une citation à l'ordre du régiment (mandat Barkhane), décernée le 14 juin 2017 par décision numéro 9 du ministre des armées ;
  - une citation à l'ordre de l'armée pour l'ensemble des actions durant l'opération Barkhane, est remise à Vincennes le 5 octobre 2024, par décision numéro 76 du ministre des armées, lors de la cérémonie annuelle commémorant la bataille de Sidi-Brahim.

La fourragère à la couleur de la Légion d'honneur porte donc deux olives : 
- La première au plus près du ferret, au-dessus rouge et au-dessous vert à rayures rouges, indique que la fourragère à la couleur de la Légion d'honneur a été conférée durant le premier conflit ;
- La deuxième olive, la plus haute, rouge avec rayures vertes, représente la fourragère aux couleurs de la croix de guerre 39-45 , celle-ci n'existant pas physiquement.

### Refrain
Le "27" a eu plusieurs refrains successifs ayant trait à différents événements vécus par le bataillon. Si les phrases changent, la mélodie est toujours restée la même:
- « Si tu le veux, ma chère, Tu seras ma moukère ! »

- « C’est la fanfare qui paie les dettes du bataillon ! »

- « Si vous avez des poches, vous pouvez-vous fouiller ! »
- « T’as le cul plein de merde, Tu n’t’en aperçois pas ! »

- « Baisons la cantinière, Son mari n’est pas là ! »

- « Si vous avez des couilles, il faudrait les montrer ! »

- « Si vous avez la rouge, il faudra le prouver ! »

- « Si vous avez la rouge, vous pouvez la montrer ! »

Refrain actuel :
« Si vous avez des couilles, il faudra le montrer ! »

### L'amicale des27e,67eet107eBCA
Les anciens du 27e BCA ont senti au lendemain de la Première Guerre mondiale, la nécessité de créer une amicale. Fondée quelques jours après l'Armistice de 1918 par les anciens chasseurs combattants des 27e, 67e et 107e BCA, l'amicale des 3 bataillons est reconnue d'utilité publique par décret du 15 août 1931. Forte de plus de mille membres (date ?), elle est administrée par un bureau national et organisée par sections (Annecy, Annemasse, Aravis-Parmelan, Arve-Giffre, Chablais, Mont-Blanc, Lyon, Paris et depuis 2004, la section de 27e active formée par le bataillon).

### Fanfare du27eBCA

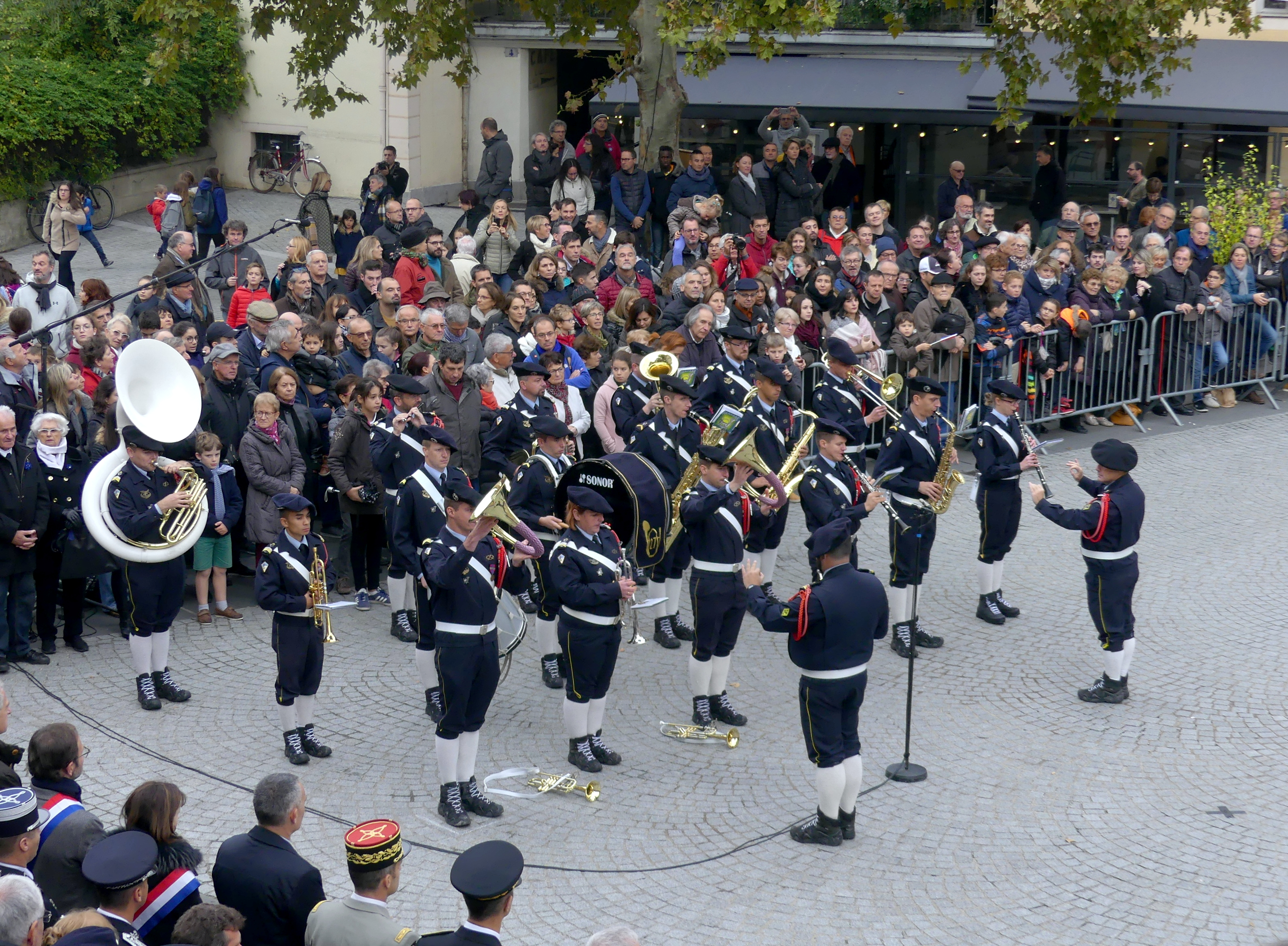
fanfare du 27e bataillon de chasseurs alpins en protestation à Chambéry

- La fanfare du 27e bataillon de chasseurs alpins reste aujourd'hui l'unique musique militaire représentant les bataillons de chasseurs à pied, mécanisés et alpins, en général et le 27e bataillon de chasseurs alpins en particulier. Elle est basée dans la garnison d'Annecy et compte actuellement une vingtaine de musiciens issus de tous horizons. Anciennement section mortier lourd du bataillon durant la conscription, elle se consacre entièrement à la musique  son activité principale depuis sa professionnalisation à partir de 2005. Les musiciens peuvent se perfectionner les après-midi en prenant des cours à l'école de musique et au conservatoire.
- Elle est un des vecteurs du lien Armée-Nation et peut être appelée à effectuer des prestations aussi bien militaires (prises d'armes, passations de commandement, commémorations militaires) que civiles (animations, concerts et spectacles, festivals de musiques militaires, animations d'évènements).

## Chefs de corps
| - 1871 - 1874 : chef de bataillon Fauquignon - 1874 - 1878 : chef de bataillon Michaud - 1878 - 1880 : chef de bataillon Obry - 1880 - 1883 : chef de bataillon Malaper - 1883 - 1892 : chef de bataillon Dechizelle - 1892 - 1901 : chef de bataillon Baugillot - 1901 - 1910 : chef de bataillon Marjoulet - 1910 - 1914 : chef de bataillon Eychnene - 1914 - 1914 : chef de bataillon Renié (mort pour la France le 20 août 1914), - 1915 - 1916 : chef de bataillon Stirn - 1916 - 1916 : chef de bataillon Demain - 1916 - 1916 : chef de bataillon de Galbert (mort pour la France le 13 septembre 1916), - 1916 - 1916 : chef de bataillon Pigeaud - 1916 - 1918 : chef de bataillon Richier - 1918 - 1918 : chef de bataillon Tessier - 1918 - 1921 : chef de bataillon Croiset - 1920 - 1921 : chef de bataillon Montalegre (mort pour la France le 4 juillet 1921) - 1921 - 1922 : chef de bataillon Petitpas - 1922 - 1926 : chef de bataillon Michal - 1926 - 1928 : chef de bataillon Agliany - 1928 - 1930 : chef de bataillon Bonnet de la Tour - 1930 - 1934 : chef de bataillon Vinot - 1934 - 1936 : chef de bataillon Molle (Aimé) - 1936 - 1938 : chef de bataillon Chomel de Jarnieu - 1938 - 1940 : chef de bataillon Mazaud - 1940 - 1942 : chef de bataillon Vallette d'Osia - 1942 - 1942 : chef de bataillon Schumeckel - 1944 - 1946 : chef de bataillon Godard - 1946 - 1947 : chef de bataillon Ponvienne - 1947 - 1949 : chef de bataillon Juille - 1949 - 1951 : chef de bataillon Bourdel - 1951 - 1953 : chef de bataillon Flotard - 1949 - 1951 : chef de bataillon Bourdel - 1953 - 1955 : chef de bataillon Baillis | - 1955 - 1957 : chef de bataillon Pascal - 1957 - 1959 : chef de bataillon Martinerie - 1959 - 1961 : chef de bataillon Vanbremeersch - 1961 - 1963 : chef de bataillon Saulnier - 1963 - 1963 : chef de bataillon Civet - 1963 - 1965 : chef de bataillon Klasser - 1965 - 1967 : chef de bataillon Curtet - 1967 - 1969 : lieutenant-colonel Neyton - 1969 - 1971 : lieutenant-colonel Bernard-Maugiron - 1971 - 1973 : lieutenant-colonel Motte - 1973 - 1975 : lieutenant-colonel Legros - 1975 - 1977 : lieutenant-colonel Lafont - 1977 - 1979 : lieutenant-colonel de Peyrelongue - 1979 - 1981 : lieutenant-colonel Pichot-Duclos - 1981 - 1983 : lieutenant-colonel Miray - 1983 - 1985 : colonel de Metz - 1985 - 1987 : colonel Glevarec - 1987 - 1989 : colonel Bachelet - 1989 - 1991 : colonel Barrie - 1991 - 1993 : colonel Sublet - 1993 - 1995 : colonel Ratel - 1995 - 1997 : colonel Bertucchi - 1997 - 1999 : colonel de Lardemelle - 1999 - 2001 : colonel Recule - 2001 - 2003 : colonel Berne - 2003 - 2005 : colonel Palasset - 2005 - 2007 : colonel Houssay - 2007 - 2009 : colonel le Nen - 2009 - 2011 : colonel Givre - 2011 - 2013 : colonel Gouriou - 2013 - 2015 : colonel Sanzey - 2015 - 2017 : colonel Vola - 2017 - 2019 : colonel Vallançon - 2019 - 2021 : colonel Ivan Morel - 2021 - 2023 : colonel Vincent Minguet - 2023 - 2025 : colonel Jean-Gaël Le Flem - 2025 - ........ : colonel Adrien Chantrel |

## Personnalités ayant servi au27eBCA
- Maurice Anjot dit Bayart (capitaine) (1904-1944) : officier adjoint du « 27 » d’armistice, il prépare, avec le commandant Vallette d’Osia et le lieutenant Morel, le bataillon à la résistance dès juillet 1940. En 1944, il est chef de l’état-major de l’Armée secrète de Haute-Savoie. Le 18 mars 1944, il rejoint le plateau des Glières pour en prendre le commandement. Il dirige le maquis pendant l’attaque allemande des 24 et 25 mars puis, estimant que l’honneur est sauf, ordonne l’exfiltration le 26 mars au soir. Il tombe dans une embuscade avec cinq de ses hommes aux environs de Nâves-Parmelan en descendant du plateau. Il repose au cimetière de Morette, au milieu des maquisards du plateau morts au combat, en déportation ou exécutés.Il a donné son nom à une promotion de l'École Spéciale Militaire de Saint Cyr ;
- Gaston d'Armau de Pouydraguin (général de division) (1862-1949) : sous-lieutenant au bataillon en 1884 ;
- Hugues Aufray (caporal)) né en 1929 : le chanteur a fait son service militaire au 27e BCA. Il a servi plus particulièrement à la 2e compagnie alors stationnée à Bourg Saint-Maurice ;
- Maurice Boitel (peintre)  (1919-2007) : il sert au 27e BCA pendant la Seconde Guerre mondiale alors que Jean Vallette d'Osia commande le bataillon ;
- Maurice de Galbert (chef de bataillon) (1874-1916) : alors qu’il a terminé son temps de commandement, il préfère mener une dernière fois ses hommes au combat. Le 12 septembre 1916, il conduit l’assaut et c’est en dirigeant le tir de ses mitrailleuses, une fois ses objectifs atteints, qu’il tombe sous un tir d’artillerie. Il était surnommé le « brave des braves ». Il a donné son nom à l’ancien quartier du bataillon, situé avenue de Genève à Annecy ;
- André Dammann (lieutenant)(1901-1951) : compagnon de la Libération, officier du BCRA, parachuté en Haute-Savoie participe à la reconstitution du 27e BCA en octobre 1944 et a la campagne des Alpes qui va suivre ;
- Roddy Darragon (caporal-chef) né en 1983 : fondeur français, spécialiste du sprint, il est médaillé d'argent aux jeux olympiques d'hiver de Turin . Il termine sa carrière militaire après onze ans de service en tant que moniteur au bureau des sports du bataillon ;
- Roland Garros (lieutenant) (1888-1918) : aviateur durant la grande guerre, il est affecté en avril 1918 au 27e BCA, ceci après son évasion du camp de Magdebourg. Il y reste jusqu'à son affectation à l'escadille 26 en août 1918[48] ;

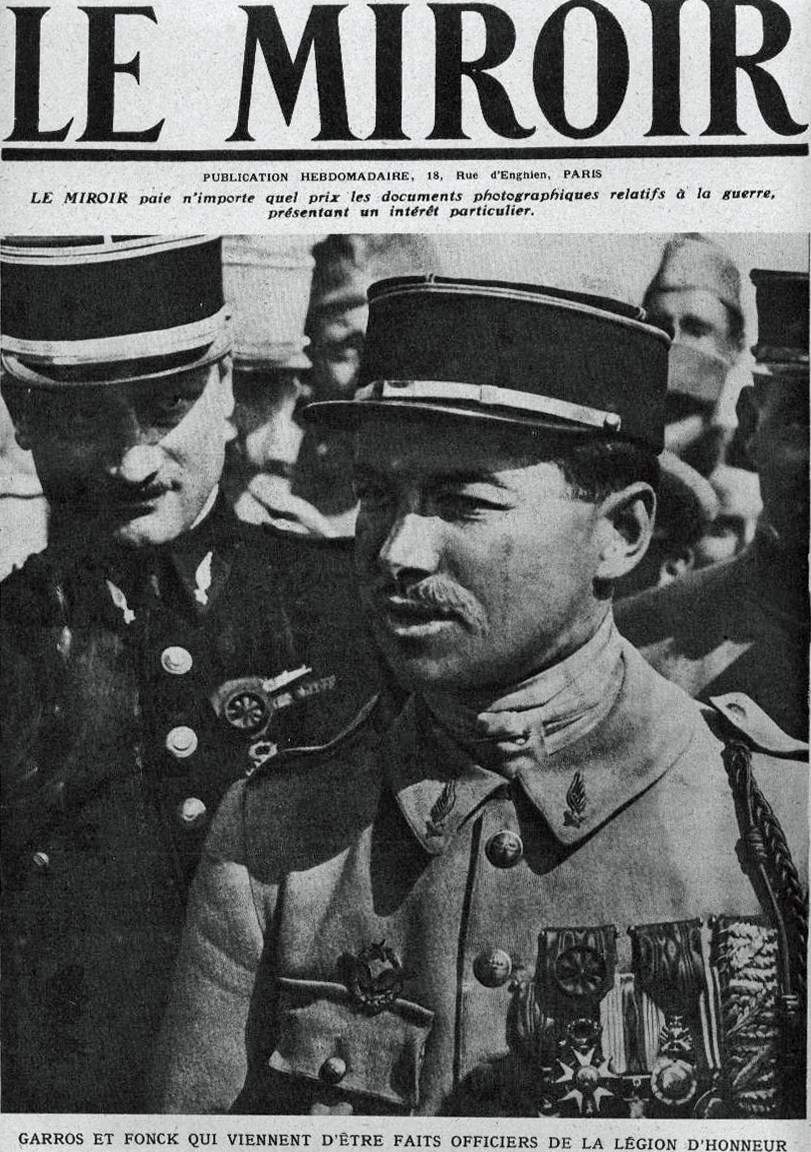
Roland Garros (à gauche) fut lieutenant du 27e BCA.

- Yves Godard (colonel) (1911-1975) : chef de bataillon, commandant le 27e BCA reconstitué en 1944, fut aussi le chef de corps du 11e bataillon parachutiste de choc de Mont-Louis en 1948 ;
- Maurice Herzog (capitaine) (1919-2012) : le célèbre hymalayiste commande la 2e compagnie du 27e bataillon de chasseurs alpins durant la campagne des Alpes (hiver 1944-1945). Il est l'un des vainqueurs de l'Annapurna ;
- Nicolas Le Nen (général de division) né en 1966 : ancien chef de corps du "27", il a notamment été aussi chef du service action de la  DGSE ;
- Bernard Montalègre (chef de bataillon) (1873-1921) : il commande le bataillon lorsque la Société des Nations décide d’envoyer des troupes entre l’Allemagne et la Pologne. En février 1920, le bataillon rejoint la Haute Silésie. Le 04 juillet 1921, en exhortant des manifestants à rentrer chez eux, il est abattu de plusieurs coups de revolver ;
- Théodose Morel, dit Tom Morel (lieutenant) (1915-1944) : chef de la Section d'éclaireurs-skieurs, il combat sur le front des Alpes en 1940[36] et y gagne la croix de guerre et Légion d’Honneur. Officier adjoint du « 27 » d’armistice, il prépare avec le chef de bataillon Vallette d’Osia et le capitaine Anjot le bataillon de résistance dès juillet 1940. Début janvier 1944, il prend le maquis sur le plateau des Glières pour réceptionner des parachutages. Il devient le premier chef de ce maquis. Au cours d’une opération sur le poste de commandement du groupe mobile de réserve (GMR) d’Entremont, dans la nuit du 9 au 10 mars 1944, il est tué à bout portant par le commandant Lefébvre, chef des GMR, qui, alors qu’il est son prisonnier, a dissimulé un revolver. La nuit suivante, le grand parachutage d’armement a lieu sur le plateau des Glières. Il repose au cimetière de Morette à Thônes, au milieu des maquisards du plateau morts au combat, en déportation ou exécutés. Compagnon de la Libération, il a donné son nom à une promotion de l'École Spéciale Militaire de Saint Cyr ;

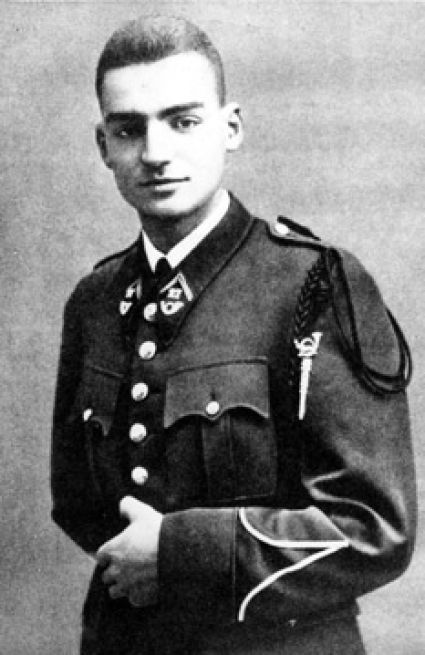
Théodose Morel alors sous-lieutenant au 27e BCA avant guerre

- Marcel Pourchier (lieutenant colonel)(1897-1944) : capitaine au 27e BCA en 1931, il fut le 1er chef de corps de l'école militaire de haute montagne, vétéran de Narvik et du Vercors, il fut déporté au Struthof dont il ne revint pas ;

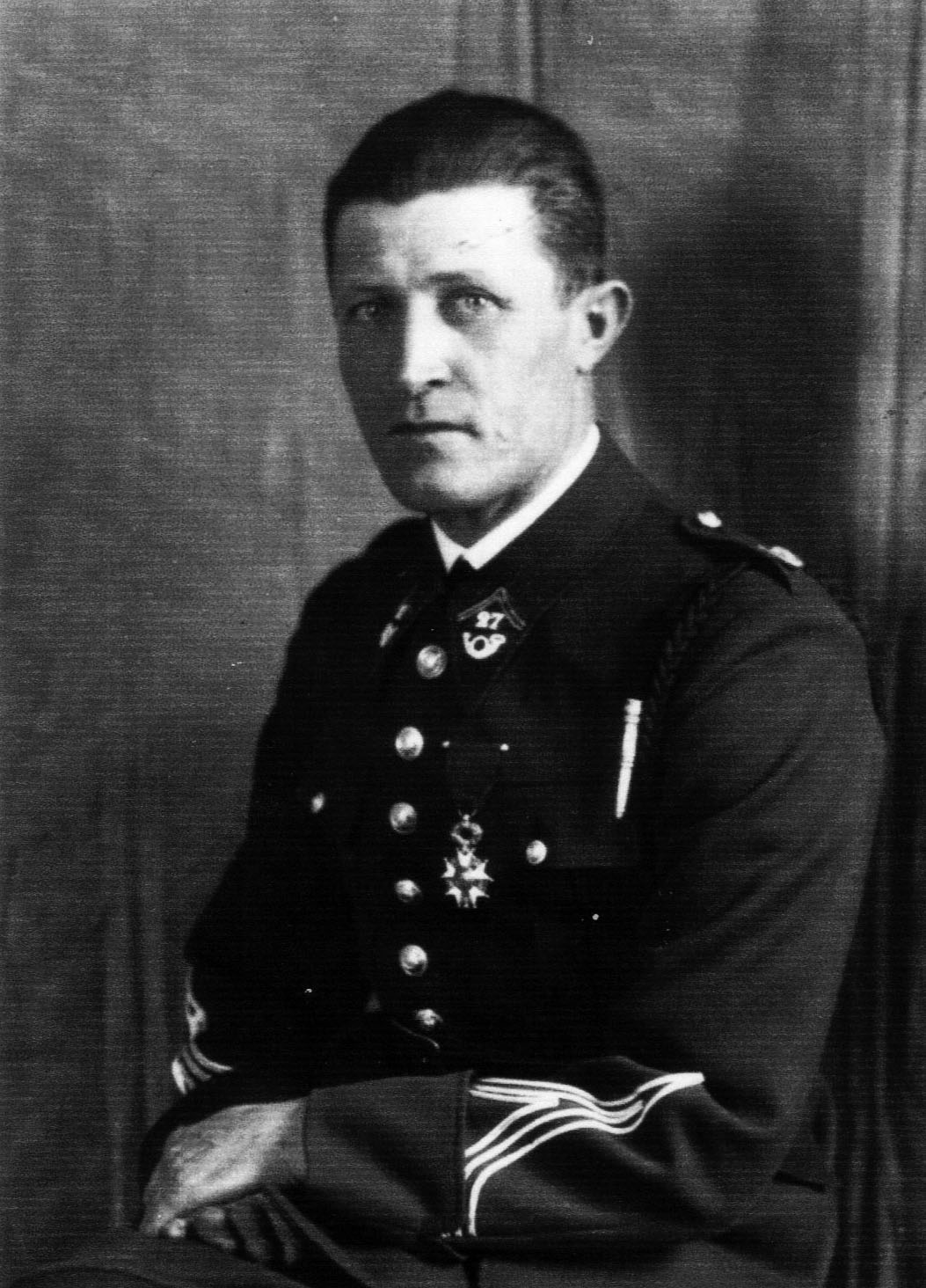
Capitaine Marcel Pourchier du 27e BCA en 1935

- François Ratto (chasseur) (1898-1914) : originaire de Roquebrune, habitant à proximité du quartier du 27e BACP, fasciné par ses hommes, il monte clandestinement dans le train qui mène le bataillon au front le 10 aout 1914. Sur place, il parvient à convaincre de l’engager. Il est grièvement blessé, en Belgique, par un éclat d’obus le 23 novembre 1914. Il meurt le lendemain, à 16 ans. Il est l’un des plus jeune décorés de la médaille militaire. Celle-ci lui est attribuée à titre posthume avec la citation suivante : « Parti de Menton avec le 27e BCA, a marché constamment dans ses rangs et a combattu avec lui depuis le début des hostilités, payant d'exemple et montrant la plus héroïque bravoure. A été grièvement blessé le 23 novembre 1914 par un éclat d'obus qui lui a sectionné presque entièrement le pied. Au milieu des plus cruelles souffrances, il a conservé sa gaieté » ;

- Henri Renié (chef de bataillon) (1867-1914) : il prend le commandement du « 27 » en 1914. Ce sera le premier chef de corps tué à l’ennemi, le 20 août 1914, à Dieuze, en Moselle[43],[42] ;
- Albert Roche (1re classe) (1895-1939) : il rejoint le « 27 » en août 1914. Il y accomplit une longue série d’exploits, faisant 1180 prisonniers et sauvant plusieurs vies dont celle de son capitaine. Blessé neuf fois, chevalier de la Légion d’Honneur, titulaire de la médaille militaire et de la croix de guerre avec 12 citations, il est le militaire du rang le plus décoré de la grande guerre et pour cela, il sera présenté par le maréchal Foch, à Strasbourg le 27 novembre 1918, comme « le premier soldat de France ! ». Il participe à la cérémonie au cours de laquelle est désigné le Soldat inconnu qui repose sous l’arc de Triomphe. Il meurt le 15 avril 1939 dans un accident de la route ;

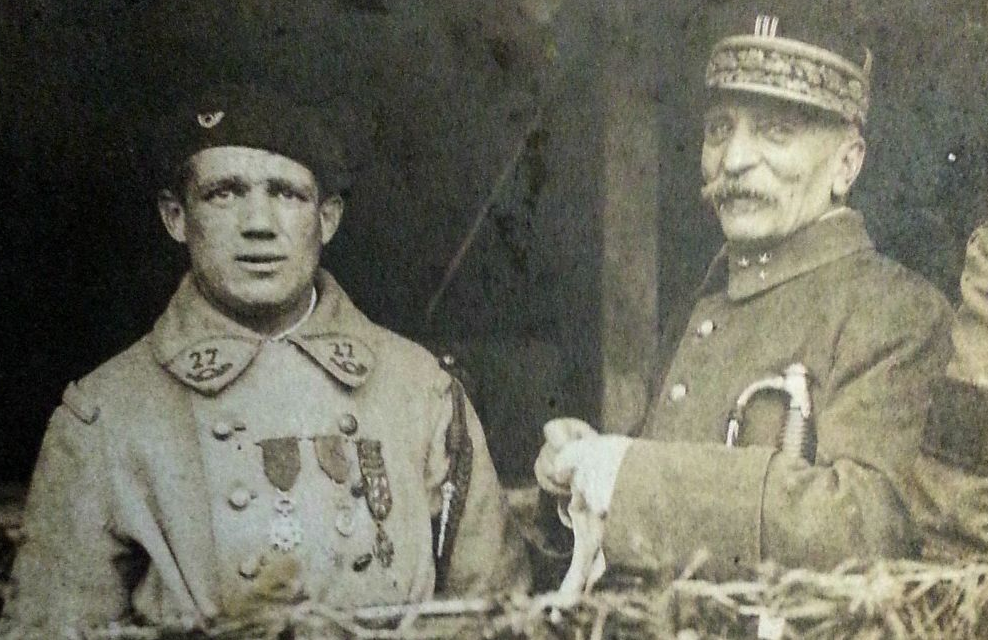
Albert Roche et le maréchal Foch au balcon de la mairie de Strasbourg en 1918

- Romain Sohet : consultant international, sportif de haut niveau international au tir à la carabine, il effectue son service militaire au 27e BCA sous le commandement du colonel Bertucchi ;
- Fernand Thévenet (1910-2001), Compagnon de la Libération, a fait son service militaire au 27e BCA.
- Jean Vallette d'Osia (général de corps d’armée) (1898-2000) : en 1940, il est nommé chef de corps du 27e BCA de l’armée d’armistice, avec pour consignes de Vichy d’être en mesure de reprendre le combat au plus tôt. Il le prépare avec le capitaine Anjot et le lieutenant Morel. En novembre 1942, il bascule dans la clandestinité mais poursuit son œuvre. Il devient chef de l’Armée secrète de Haute-Savoie. En 1943, arrêté par la Gestapo, il s’évade et rejoint Alger d’où il persuade le gouvernement de Churchill de prendre en considération la résistance intérieure. En 1944, il recrée et commande la division alpine FFI qui devient la 27e division d’infanterie alpine avec laquelle il participe à la libération de l’Italie et à l'occupation de l'Autriche. Il commande par deux fois cette division en 1944 et en 1952 comme général de division. Il est le plus jeune Français à avoir été décoré de la Légion d’honneur (à 19 ans) et le titulaire qui l’a portée le plus longtemps : 82 ans ;
- Claude Vanbremeersch (général d'armée) (1921-1981) : déporté résistant, chef de corps du 27e BCA en Grande Kabylie puis du 35e RI, général commandant la 1re brigade mécanisée, puis la 3e division , il sera chef d'état major particulier du président Giscard d'Estaing (1975-1979) et enfin chef d’état-major des armées (80-81). Il meurt à ce poste des suites d'une longue maladie. Il a donné son nom à une promotion de l'École Spéciale Militaire de Saint Cyr.

## Le bataillon aujourd'hui

### Missions
Bataillon de chasseurs alpins appartenant à la 27e brigade d'infanterie de montagne de la 1re division, le 27e BCA est particulièrement adapté au combat en zones montagneuses et urbanisées, notamment en climat rigoureux.

### Organisation
Le bataillon s'articule succinctement de la manière suivante : 
- 5 compagnies de combat : les 1re, 2e, 3e, 4e et 6e compagnies ;
- 1 compagnie d'appui à laquelle est rattaché le groupement commando de montagne, héritier de la section de renseignement et plus anciennement de la section d'éclaireurs skieurs;
- 1 compagnie de commandement et de logistique à laquelle appartient la section de transmission;
- 2 compagnies  de réserve : les 5e et 11e compagnies

### Matériels
- Armement individuel :

-	Fusils d’assaut HK 416, HK 417 ;
-	FAMAS INF et FÉLIN ;
-	GLOCK 17;
-	Fusils FR 12.7 ;
-	Fusils FN SCAR 7,62 mm.
- Armement collectif :

-	Postes missiles AKERON MP et Eryx ; 
-	Mortiers de 81mm LLR ;
-	Mitrailleuses Browning M2 12,7 mm ; 
-	Minimi 7,62 mm et 5,56 mm ; 
-	MAG 58 7,62 mm ;
- Véhicules :

-	VBMR SERVAL, 
-	VAB (véhicule de l’avant blindé), 
-	PVP (petit véhicule protégé), 
-	VHM (véhicule haute mobilité), 
-	VAC BV 206 (véhicule articulé chenillé), 
-	VB2L ;
-	VLTT VT4 ;
-	VLTT MASTECH ;
-	PL GBC 180.

### Stationnement
Le bataillon est implanté dans l'agglomération du grand Annecy sur la commune de Cran-Gevrier au quartier Tom Morel en Haute-Savoie.

### Les Opérations
Le 27e bataillon de chasseurs alpins a été engagé depuis 1983 sur les opérations suivantes : 
- 1983	 : FINUL- LIBAN	- 2e CIE.
- 1984 	: FINUL- LIBAN - 3e CIE.
- 1985-1986 : FINUL - LIBAN	 - SECTION DE MARCHE.
- 1988	 : FINUL -	LIBAN	 - 1re CIE.
- 1992 : 	MCD - NOUVELLE-CALEDONIE - 2e CIE.
- 1993 : FORPRONU -	EX-YOUGOSLAVIE	 - 1re CIE, CEA, EMT, CCL.
- 1994	 : FORPRONU -	EX-YOUGOSLAVIE	 - 1re CIE.
- 1999	 : SFOR - EX-YOUGOSLAVIE	 - 3e CIE.
- 1999 : MCD	 - SÉNÉGAL - 	4e CIE.
- 1999 : 	EPERVIER - TCHAD - 	2e CIE, EMT, CCL.
- 2000	 : FINUL - LIBAN - 	4e CIE, EMT, CCL.
- 2000	 : SFOR - EX-YOUGOSLAVIE - CEA.
- 2001 : KFOR -	KOSOVO - 1re CIE, 3e CIE, 4e CIE, CEA, EMT, CCL.
- 2002	 : MCD - NOUVELLE-CALEDONIE	 - 2e CIE.
- 2002-2003 : LICORNE -	COTE D’IVOIRE	 - 1re CIE, 2e CIE, 3e CIE, EMT, CCL.
- 2003 : MCD	 - GUYANE -	CEA.
- 2003 : 	MCD - LA REUNION - 4e CIE.
- 2003	 : MCD - NOUVELLE-CALEDONIE	 - 1re CIE.
- 2003	 : MCD - MAYOTTE - 3e CIE.
- 2004	 : MCD - RCA - CEA.
- 2005	 : KFOR - KOSOVO -	2e CIE, CAS, CCL, EMT.
- 2005	 : EPERVIER	 - TCHAD -3e CIE, CEA, CCL, EMT.
- 2006	 : MCD - SÉNÉGAL	 - 1re CIE.
- 2007	 : LICORNE - COTE D’IVOIRE - 2e CIE, 3e CIE, EMT, CCL, CAS.
- 2007	 : OMLT - 	AFGHANISTAN- GCM.
- 2008-2009 : ISAF - AFGHANISTAN	 - 2e CIE, 4e CIE, EMT, CCL.
- 2009	 : MCD - NOUVELLE-CALEDONIE	 - 1re CIE.
- 2010	 : OMLT	 - AFGHANISTAN	.
- 2010	 : MCD - RCA - 3e CIE, CCL, EMT.
- 2011-2012 : ISAF - AFGHANISTAN	 - 1re CIE, 2e CIE, 3e CIE, CEA, CCL, EMT.
- 2012	 : MCD - NOUVELLE-CALEDONIE	 - 4e CIE.
- 2013	 : MCD - RCA	 - 1re CIE, CCL, EMT.
- 2013	 : MCD - GUYANE	 - 2e CIE.
- 2014 : LICORNE	 - COTE D’IVOIRE - 4e CIE, CCL, EMT.
- 2014	 : MCD - NOUVELLE-CALEDONIE	 - 3e CIE.
- 2014	 : DLAO	 - MALI - GCM.
- 2015	 : MCD - NOUVELLE-CALEDONIE	 - 1re CIE.
- 2015	 : MCD - MAYOTTE - 4e CIE.
- 2016	 : BARKHANE - MALI/TCHAD - 2e CIE, 3e CIE, CEA, CCL, EMT.
- 2017	 : CHAMMAL - 	IRAK - 4e CIE, CCL, EMT.
- 2017	 : MCD - GUYANE	 - 6e CIE.
- 2017	 : SABRE - 	BURKINA-FASO - CEA.
- 2019	 : MCD - COTE D’IVOIRE - 1re CIE, CCL, EMT.
- 2019	 : HARPIE	 - GUYANE	 - 3e CIE.
- 2019: BARKHANE	 - BURKINA-FASO	 - 2e CIE.
- 2019	 : MCD - GABON - 	2e CIE, CCL.
- 2019-2020 : MCD - MARTINIQUE - 6e CIE.
- 2020	 : RESILIENCE	 - MAYOTTE - 3e CIE.
- 2020-2021 : MCD - 	DJIBOUTI -4e CIE.
- 2021 : 	BARKANE - MALI, NIGER, BURKINA, RCA	 - 1re CIE, 2e CIE, 6e CIE, CA, CCL, EMT.
- 2022	 : NATO/NRF/AIGLE -	ROUMANIE - 2e CIE, CCL, EMT
- 2022	 : MCD - MAYOTTE - 4e CIE.
- 2023	 : FORCES FRANCAISES AU SAHEL -TCHAD - 	3eCIE.
- 2023	 : MCD - GUYANE	 - 6eCIE.
- 2023	 : MCD - DJIBOUTI	 - 1eCIE.

MCD = Mission de Courte Durée (4 mois)